# Nordeste oriental

O Nordeste Oriental (em azul) era uma das regiões da divisão territorial do Brasil de 1945.

O Nordeste oriental é uma subdivisão geográfica do Nordeste brasileiro que engloba os estados de Alagoas, Pernambuco, Paraíba, Rio Grande do Norte e Ceará e se refere não apenas à semelhança geográfica da área, mas também às culturais, históricas, humanas e econômicas. É nela onde se situam cinco das nove capitais da região Nordeste (Fortaleza, Natal, João Pessoa, Recife e Maceió) e onde é gerada mais da metade da riqueza regional.
O conceito inclui ainda a região hidrográfica do Atlântico Nordeste Oriental, uma das doze regiões hidrográficas do território brasileiro segundo a Agência Nacional de Águas (ANA).

## História

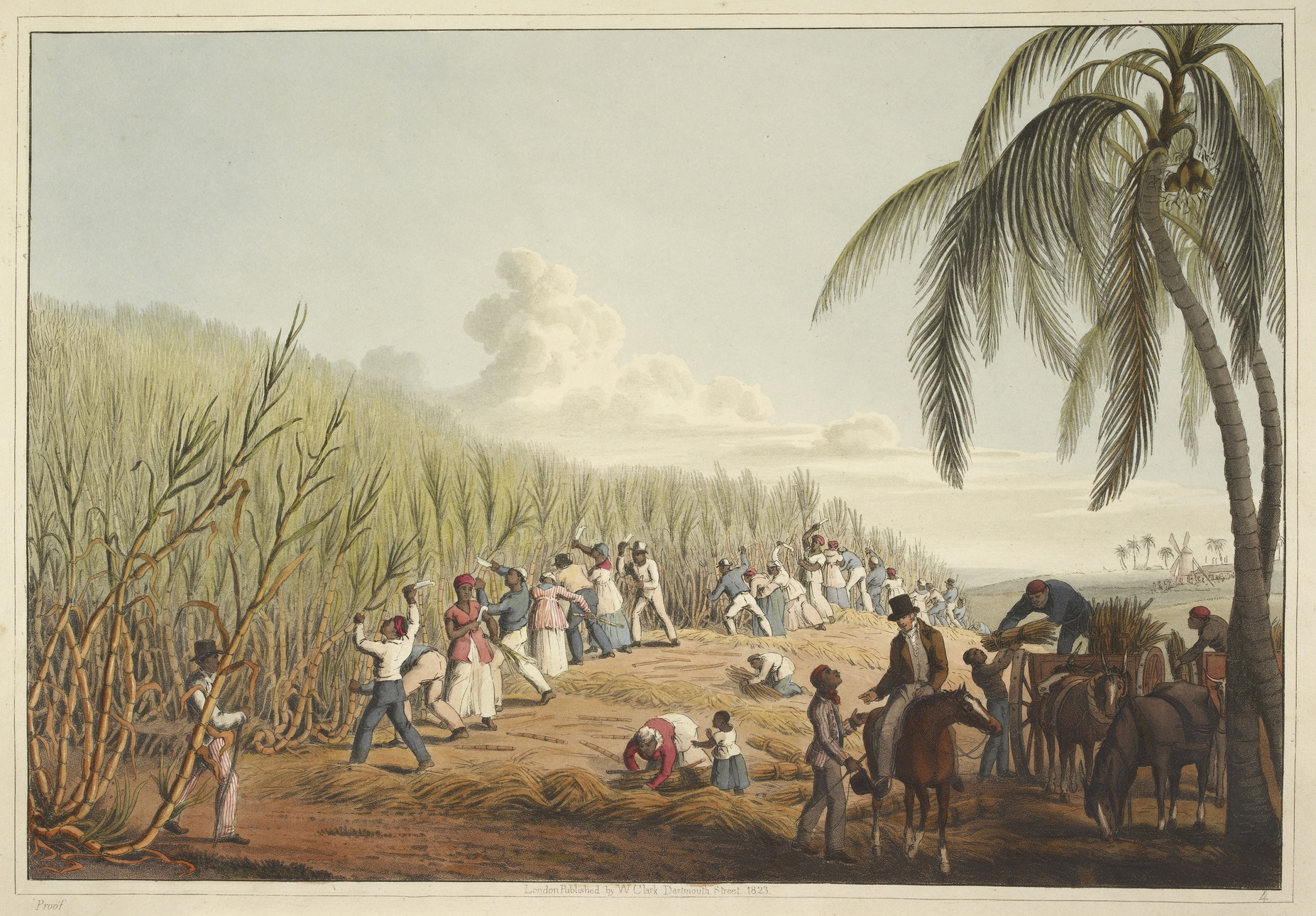
Escravos cortando cana no século XIX

Em fins do século XV Vicente Pinzón explorou essa região do Brasil antes da descoberta oficial por Cabral. Antes de rumar para a foz do Amazonas, Pinzón navegou entre dois dos cabos que mais se projetam na costa — o Cabo de Santo Agostinho, na costa leste, e o de São Roque, que divide as costas norte e leste do Brasil.
Nos séculos XVI e XVII o Nordeste oriental torna-se a potência econômica do país em virtude das exportações de cana-de-açúcar, mercadoria mais valiosa do comércio da época. Os principais núcleos urbanos de então eram as cidades de Recife e Filipeia, assim como as vilas de Olinda e Goiana. É então que a migração expansionista e pecuarista sobe o rio São Francisco e os sertões nordestinos no século XVIII e dá impulso à economia local com a conquista das “terras devolutas” dos tapuias. A saturação do ciclo da cana e a emergência do ciclo algodoeiro relacionado à industrialização se projeta no século XIX. A abolição da escravatura em 1888 provoca grandes mudanças sociais.
Com a entrada do século XX, o setor primário perde força na região e seu PIB passa a contar mais com a produção industrial e, sobretudo, o setor terciário. Finalmente, a partir dos fins do século XX a urbanização e a modernização se espalha pelas metrópoles regionais e os pólos do interior.
A região sofreu ao longo da história brasileira grandes pressões antrópicas, as quais foram responsáveis não só pela derrubada da Mata Atlântica para implantação da cultura de cana-de-açúcar e degradação dos manguezais e lagoas da zona costeira, em virtude do avanço urbano, como também pela devastação da caatinga em virtude da expansão da atividade pecuária no sertão brasileiro.

## Geografia
A região tem uma área de 384.115 km², abrangendo em seu território os estados de Alagoas, Pernambuco, Paraíba, Rio Grande do Norte e Ceará, ou seja, em torno de um quarto da superfície da região Nordeste, que apresenta 1.558.196 km². O seu maior rio a leste é o Paraíba, que deságua na zona da mata, enquanto no setor centro-oeste e norte destacam-se o Jaguaribe e o Piranhas-Açu.
A Bacia do Atlântico Nordeste oriental caracteriza-se pela ausência de grandes rios, configurando-se num cenário de baixa disponibilidade hídrica com relação às demandas, principalmente em períodos de estiagem. Dentre as principais baciais, destacam-se os rios Acaraú, Jaguaribe, Piranhas–Açu, Paraíba, Capibaribe e Una.